# Кристоф фон Харденберг
Кристоф фон Харденберг (на немски: Christoph von Hardenberg; * пр. 1542; † 27 март 1571) е благородник от род Харденберг в Долна Саксония.
Той е единственият син на Ханс фон Харденберг († 1547) и внук на Фридрих фон Харденберг († 1484) и Хилегунд († сл. 1493). Правнук е на оръженосеца („кнапе“) Ханс фон Харденберг († 1464) и съпругата му фон Олдерсхаузен.

## Фамилия
Кристоф фон Харденберг се жени за Анна фон Манделслох († 14 октомври 1580). Те имат девет деца:
- Фридрих фон Харденберг († 1609), женен за Катарина фон Боденхаузен († 3 септември 1608); имат един син и две дъщери
- Курт фон Харденберг († 22 април 1580)
- Кристоф фон Харденберг († 18 октомври 1587)
- Маргарета фон Харденберг († 1572), омъжена вер. за фон Ханщайн
- Лутруд фон Харденберг († сл. 1593)
- Мария фон Харденберг, омъжена I. за Георг Волф фон Гуденберг († сл. 8 октомври 1574), II. за Даниел Вилхелм Хес фон Вихдорф († 23 ноември 1584)
- Катарина фон Харденберг († сл. 1588)
- Анна фон Харденберг, омъжена за Вилхелм Волф фон Гуденберг († сл. 5 октомври 1577)
- Клара фон Харденберг, омъжена I. за Вернер фон Реден, II. за Йохан фон Ханщайн († 1593)